# 莫奈 (安德尔-卢瓦尔省)
莫奈（法語：Monnaie，發音：[mɔnɛ] ⓘ），法国中西部城市，中央-卢瓦尔河谷大区安德尔-卢瓦尔省的一个市镇，隶属于图尔区，其市镇面积为39.42平方公里，2022年1月1日时人口数量为4,785人，在法国市镇中排名第2,352位。
莫奈位于安德尔-卢瓦尔省东北部，图尔和雷诺堡之间，布雷蒂尼—舒瓦西耶河畔拉芒布罗勒铁路和多条公路在此交汇。

## 地名来源
根据当地官方网站的论述，莫奈最初于公元五世纪时以“Mediconnum”的形式被记载于都尔的额我略的著作《法兰克人史》中，该名称的来源及含义尚有待考证。

## 历史
莫奈的早期历史尚不清楚。根据当地官方网站的论述，公元470年左右，莫奈境内建成了一座纪念图尔的马丁的教堂，该地自862年起成为圣玛尔定圣殿的一处领地。中世纪时，圣雅各之路的一条分支从莫奈经过，该路线后成为连接巴黎和西班牙之间的一条道路。公元15世纪时，马尔穆捷修道院的道士在莫奈近郊修建布尔迪加勒庄园（Manoir de Bourdigal）。法国大革命后，莫奈成为安德尔-卢瓦尔省的一个市镇，并在1793年至1801年间为该省的一个县治。工业革命期间，途经莫奈的布雷蒂尼—舒瓦西耶河畔拉芒布罗勒铁路建成通车，纵观莫奈的道路也被加宽改造，成为法国国道N10线的一部分。二战期间，莫奈曾被纳粹德军占领，1944年8月，一列装载有大量汽油的列车在莫奈被当地民兵截获。自20世纪60年代以来，得益于图尔的城市扩张，莫奈的人口数量逐年增加。

## 地理

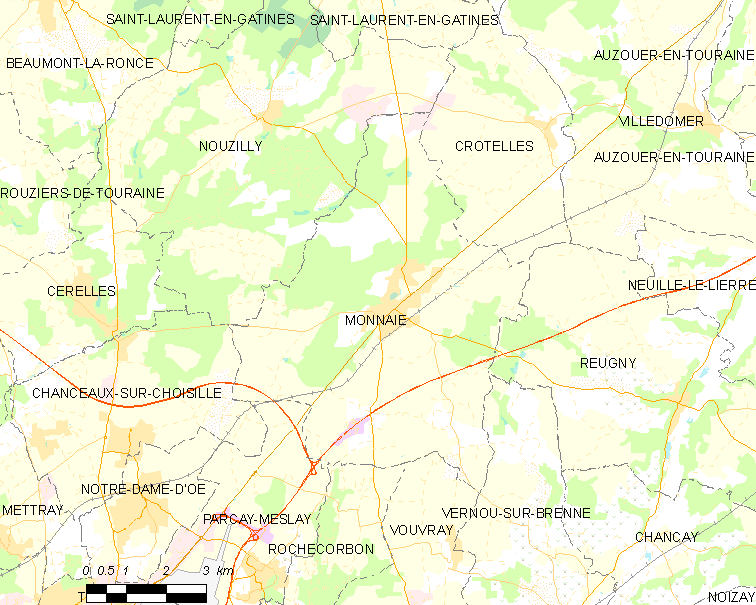
莫奈市镇范围地图

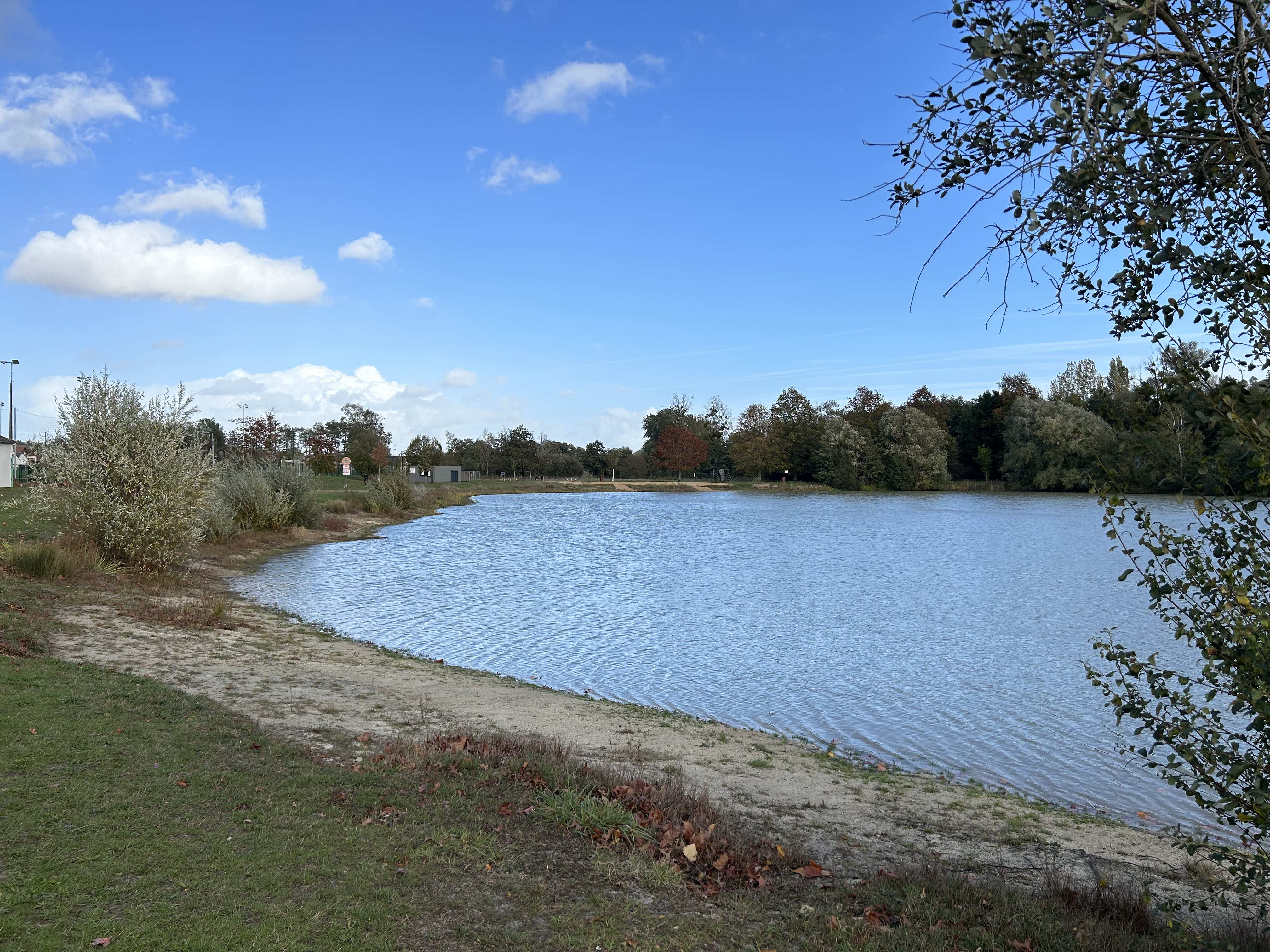
莫奈市区北部的阿尔什湖

莫奈位于法国中西部，中央-卢瓦尔河谷大区中东部和安德尔-卢瓦尔省东北部，距离省会图尔大约17公里。与莫奈接壤的市镇包括：舒瓦西耶河畔尚索、克罗泰勒、努济伊、帕尔赛-梅莱、勒尼、罗什科尔邦、布雷讷河畔韦尔努和武夫赖。

### 地形
莫奈位于图赖讷地区腹地，境内以平原和缓丘为主，市镇中心地势较为平坦，全境海拔在89到147米之间。

### 水文
莫奈位于卢瓦尔河流域范围内，舒瓦西耶河的一支发源于莫奈境内，后者被称为“La Choisille de Monnaie”，该河建有多处人工水坝并由此形成水域，其中位于市区北侧的一处被称为“阿尔什湖”（Plan d'eau de l'Arche），其附近被开辟为绿地休闲公园。

### 植被
莫奈属于温带阔叶混交林区，林地多分布于河流附近及坡地地带，市镇范围东南部为贝利耶森林（Forêt de Bélier），北部为鲁若勒树林（Bois de Rougeolles）。
在鲜花城市的评比中，莫奈暂未被评级。

### 气候
莫奈在柯本气候分类法中属于温带海洋性气候（Cfb）。

## 行政区划
莫奈的市镇编号为37153，邮政编号为37380。
在行政管理方面，莫奈隶属于法国中央-卢瓦尔河谷大区安德尔-卢瓦尔省图尔区；在地方选举方面，莫奈隶属于武夫赖县，其市镇范围全境被划入安德尔-卢瓦尔省第二选区；在社会管理方面，莫奈是东部图莱讷河谷市镇公共社区的组成部分。
截至2024年9月，莫奈市镇范围内暂无任何城市敏感街区及城市政策优先街区。
法国国家统计与经济研究所（简称“INSEE”）在进行数据统计时，未将莫奈划入任何城市核心区（Unité urbaine），将包括莫奈在内的周边共144个市镇划为图尔城市区。自2020年起，图尔城市区被包含162个市镇的图尔城市辐射区代替。此外，INSEE还将莫奈市镇整体看作一个“块区”（IRIS），以便于统计人口分布情况。

## 交通

### 公路
A10和A28两条高速公路从莫奈过境，法国国道N10线和安德尔-卢瓦尔省省道D5线、D28线、D47线、D62线在莫奈境内交汇。中央-卢瓦尔河谷大区城际客运（商业名称为“Rémi”）下属的城际客运434线经停莫奈，可通往沙特尔、图尔、沙托丹等地。
2021年，89.7%的莫奈家庭拥有至少一辆私人汽车。2022年，莫奈境内共发生各类交通事故6起，造成4人遇难，14人受伤，其中6人重伤。
| 19 | 8 |

| 图尔 | 17 |

| 雷诺堡 | 16 |

| 武夫赖 | 11 |

### 铁路

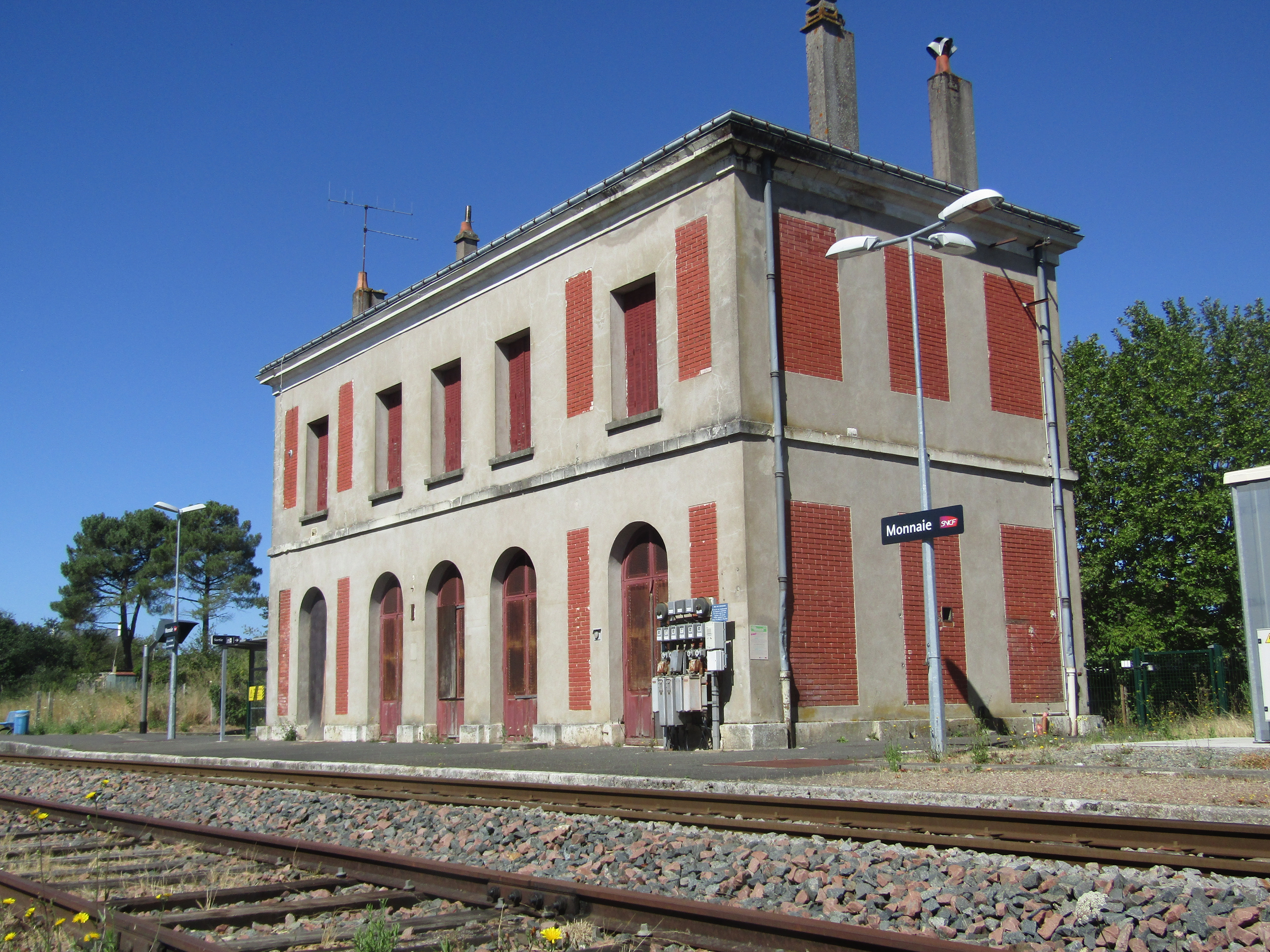
莫奈火车站

莫奈位于布雷蒂尼—舒瓦西耶河畔拉芒布罗勒铁路上。莫奈站位于市区东南部，停靠往返于图尔和沙托丹一线的区域列车，部分班次可直通沙特尔。

### 航空
莫奈距离图尔机场的公路里程大约12公里。

### 城市公共交通
截至2024年9月，莫奈暂无城市公共交通系统。

## 政治

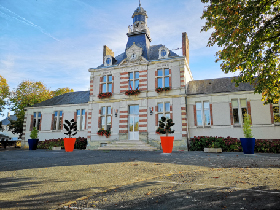
莫奈市政厅

莫奈的现任市长为奥利维耶·维蒙先生（Olivier VIEMONT），他是一名右翼无党派人士，在2020年的市政选举中获得了63.66%的支持率。
在2022年的法国总统大选的第二轮选举中，法国极右翼政党国民阵线主席玛丽娜·勒庞在莫奈获得了59.55%的支持率。

## 人口
2021年，莫奈市镇人口数量为4,737，在法国排名第2,352位。其中男性2,328人，女性2,409人，75岁及以上人口占6.1%，外籍人口数量为89人，人口密度为120人/平方公里，当地居民被称为（男性）或（女性）。2022年，莫奈境内出生57人，死亡人口44人。
| 莫奈1901年－2021年人口变化情况 |
|                                |
| 数据来源：Cassini、INSEE       |

## 经济
截至2024年9月，莫奈市镇范围内共有各类用人单位（包含自雇）515家，平均历史为14年，其中99.61%为中小型企业（PME），2024年7月至9月间，当地的经济活力指数为0。（家居用品）是当地2022年已公布营业额最高的企业，为1,326,600欧元。

## 财政与居民收入
2022年，莫奈的财政收入总额为4,005,120欧元，财政支出总额为3,733,970欧元，当年的债务总额为3,448,120欧元。2022年，莫奈市镇通过物业税获得1,409,320欧元的收入，此外当地还共获得了21,770欧元的国家直接财政补助。
| 莫奈居民收入情况                                 | 莫奈居民收入情况 | 莫奈居民收入情况      | 莫奈居民收入情况 |
| 内容                                             | 莫奈             | 法国                  | 统计年份         |
| ------------------------------------------------ | ---------------- | --------------------- | ---------------- |
| 征税家庭总数                                     | 1,845            | 1,081（法国市镇平均） | 2022年           |
| 居民平均月收入                                   | 2,307欧元        | 2,435欧元             | 2022年           |
| 高级职员人均月收入                               | 3,785欧元        | 4,331欧元             | 2021年           |
| 中级职员人均月收入                               | 2,358欧元        | 2,470欧元             | 2021年           |
| 普通职员人均月收入                               | 1,773欧元        | 1,801欧元             | 2021年           |
| 贫困率                                           | 5%               | 14.5%                 | 2020年           |
| 青壮年（15至64岁）失业率                         | 7.1%             | 7.4%                  | 2020年           |
| 征税家庭数量占比                                 | 53.0%            | 45.5%                 | 2020年           |
| 家庭年均纳税                                     | 3,092欧元        | 4,393欧元             | 2022年           |
| 资料来源：INSEE、L'Internaute、Le Journal du Net |                  |                       |                  |

## 社会事务

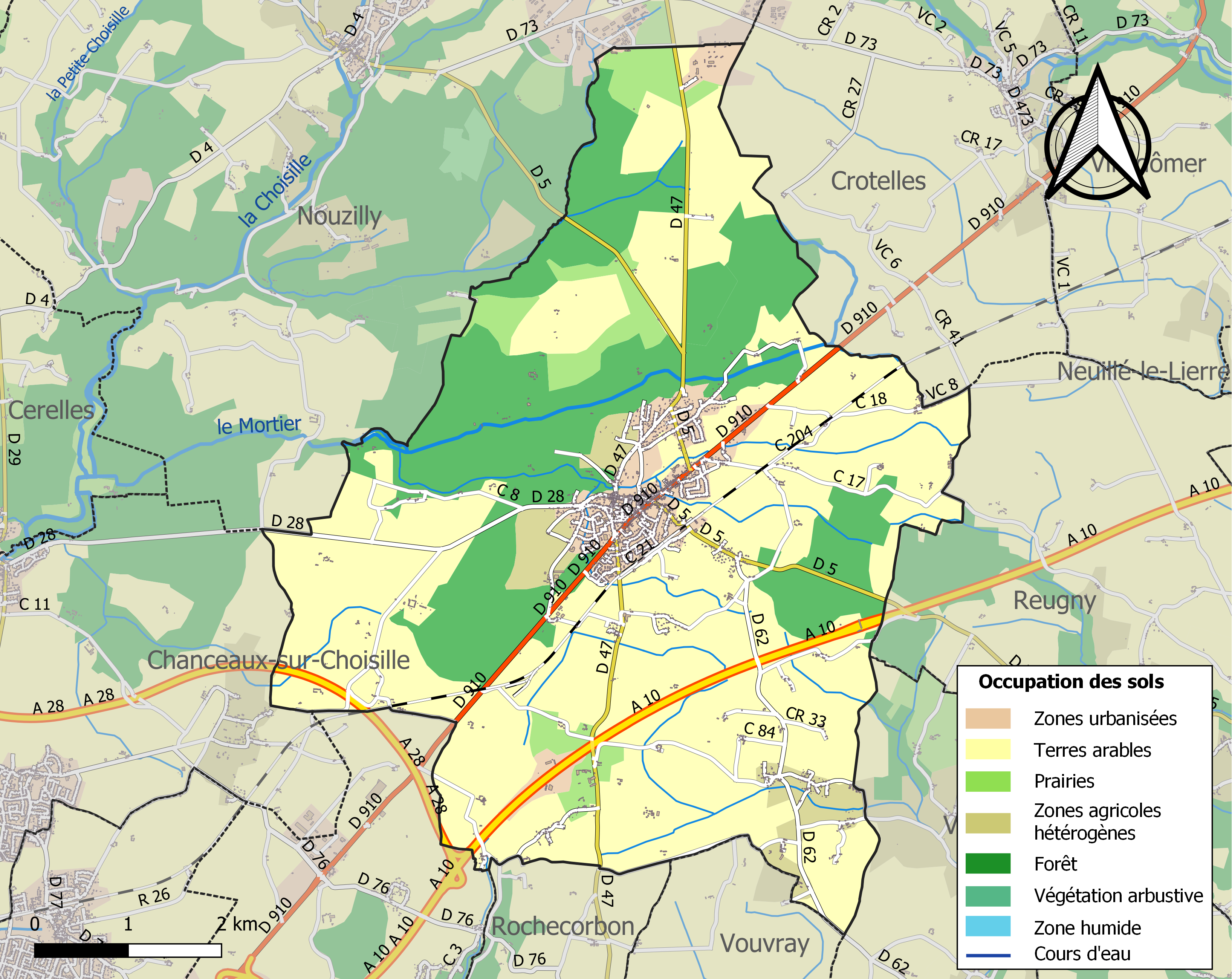
莫奈土地利用情况地图

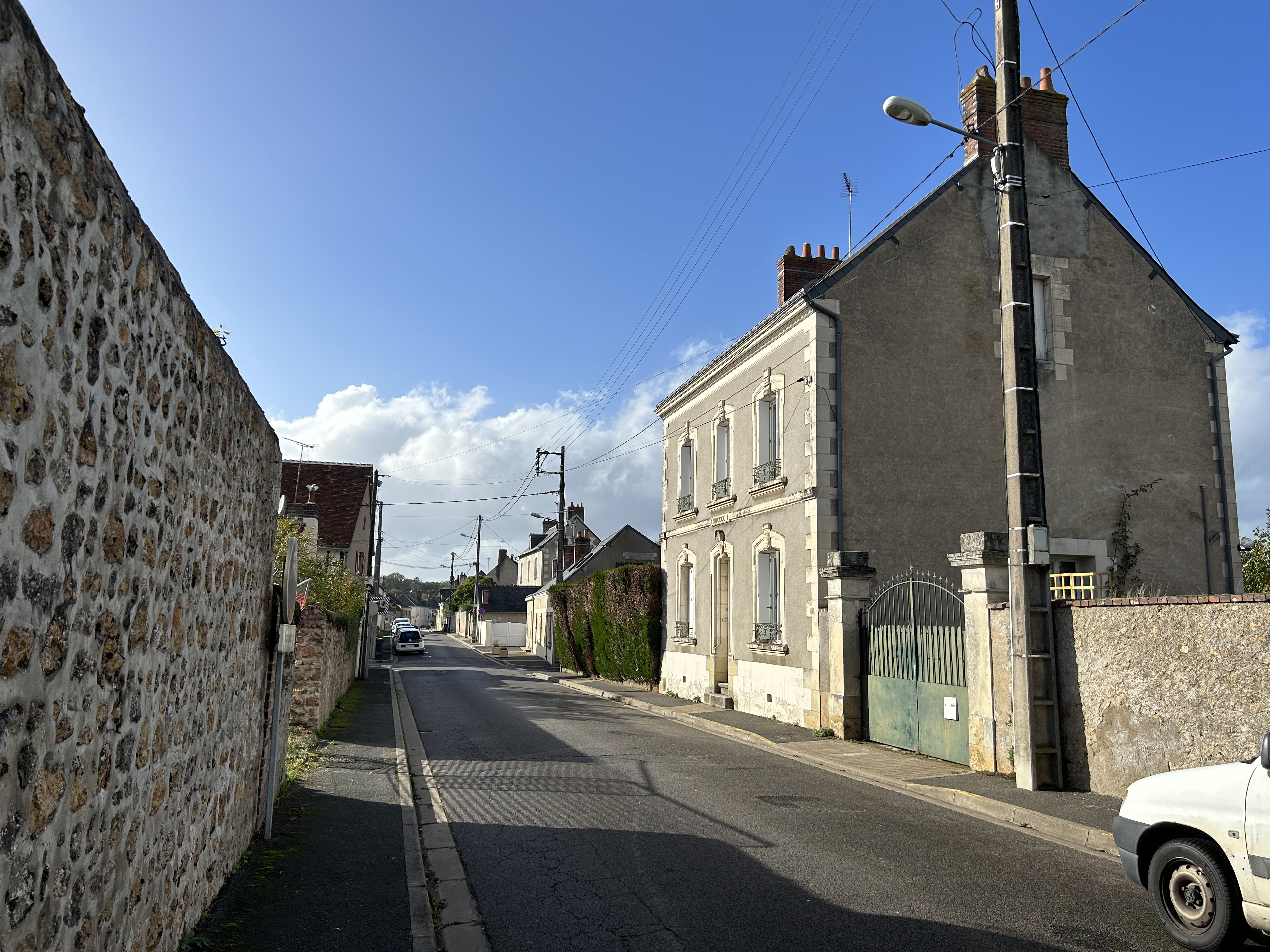
阿尔弗雷德·蒂费纳街

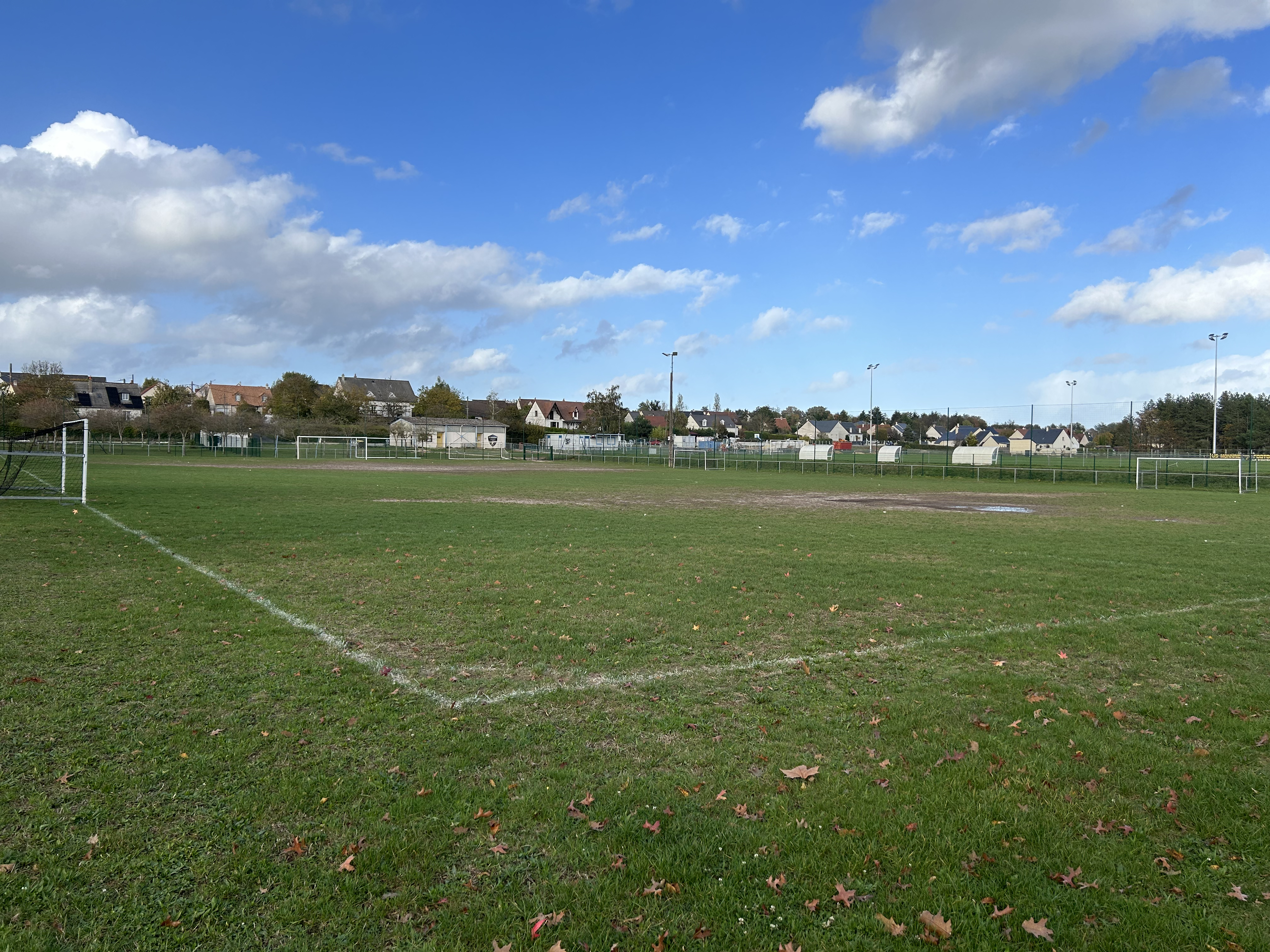
埃米尔·莱热球场

### 教育
莫奈属于奥尔良-图尔学区。截至2023年1月1日，莫奈境内共有1所幼儿园和1所小学。

### 医疗
截至2023年1月1日，莫奈境内共有全科医生3名、保健师5名、牙医1名和护士3名。境内共有药房1家、养老院1家。
距离莫奈最近的区域性医疗机构为图尔大学大区中心医院，其下属的特鲁索医院（Hôpital Trousseau）位于尚布赖莱图尔境内，距离莫奈市区的正常车程大约21分钟，该院设有床位567个。

### 住房
2021年，莫奈境内共有各类住房1,985套，其中90.9%为独立式住宅，9.1%为集中式住宅。常住房屋占莫奈市镇范围内居民建筑总量的93.6%。
在住房保障政策方面，2023年，莫奈境内共有765户家庭获得了家庭津贴补助，受益人数占总人口数量的16.1%，其中130份为房租补助。

### 商业
2021年，莫奈境内共有各类实体商铺91家，其中餐厅7家、大型超市2家、面包房3家、银行门店1家、美容美发店7家、汽车维修店6家。莫奈镇中心西侧建有一家欧尚超市。

### 体育
2023年，莫奈境内共有1间体育馆、1处网球场、1处足球或橄榄球场以及1处篮球或排球场。
截至2024年9月，莫奈足球体育俱乐部（US Monnaie Football，编号512279）是莫奈境内唯一的一家注册足球俱乐部，其主队2024至2025赛季参加中央-卢瓦尔河谷大区足球联赛甲组（法国第六级别），其主场为埃米尔·莱热球场（Stade Émile Léger）。

### 环境
莫奈的环境事务由其所属的东部图莱讷河谷市镇公共社区联合各级政府协调负责。2021年，莫奈境内暂无污染企业。

### 治安
2021年，莫奈市镇范围内共有1处宪兵队。
莫奈及其附近的共55个市镇是昂布瓦斯国家宪兵队（zone gendarmerie de Amboise）的管辖范围。2020年，该宪兵队累计记录各类案件3,722起，其中盗窃类案件1,931起，经济类案件681起，毒品交易类案件113起。

## 文化
2023年，莫奈境内共有1家电影院。莫奈境内建有图书馆（Bibliothèque），每周一至六向公众开放。

### 建筑
莫奈境内有多处历史建筑，其中镇中心西部的圣马丁教堂（Église Saint-Martin）是当地的一处地标性建筑物。

### 旅游
莫奈的旅游事务由其所属的东部图莱讷河谷市镇公共社区联合各级政府协调负责。2024年，莫奈境内暂无任何游客接待设施。

### 媒体
法国主要的媒体均可在莫奈接收，法国电视三台下属的中央-卢瓦尔河谷大区频道在部分时段播出莫奈所在安德尔-卢瓦尔省的地方新闻。图尔卢瓦尔河谷电视台、《中西部新共和国报》、蓝色法兰西图赖讷广播等是当地的主要地方性媒体。

## 友好城市
截至2024年9月，莫奈暂未与任何城市建立友好城市关系。